# Gigi l’amoroso
«Gigi l’amoroso» (с англ. — «Джиджи-ловелас») — песня, записанная французской певицей Далидой для альбом Manuel (1974). Её написали Микаэль, Лана и Пол Себастьян. Песня была выпущена как сингл в январе 1974 года с песней «Il venait d’avoir 18 ans» на стороне «Б».

## О песне
Песня была впервые исполнена Далидой в январе во время концерта в зале «Олимпия». Продолжительность песни составляет более семи минут, что не подходило для ротации на радио, тем не менее она стала большим хитом, поднявшись на вершину европейских чартов. Песня стала номером один в Швейцарии и фламандской Бельгии, где она также стала самой популярной песней года. Журнал Billboard назвал Далиду самой популярной французской певицей 1974 года в мире благодаря записи этой песни.
Далида также записала песню на итальянском языке (под тем же названием «Gigi l’amoroso»), на испанском как «Gigi el amoroso», на немецком как «Gigi der Geliebte», на английском как «The Great Gigi l’Amoroso» (или «The Great Gigi»), и на японском как «Ai suru Jiji» (愛するジジ).

## Чарты

### Еженедельные чарты
| Чарт (1974)                     | Высшая позиция |
| ------------------------------- | -------------- |
| Бельгия/Валлония (Ultratop 50)  | 4              |
| Бельгия/Фландрия (Ultratop 50)  | 1              |
| Испания                         | 2              |
| Нидерланды (Dutch Top 40)       | 2              |
| Нидерланды (Single Top 100)     | 2              |
| Швейцария (Schweizer Hitparade) | 1              |

### Годовые чарты
| Чарт (1974)                     | Позиция |
| ------------------------------- | ------- |
| Бельгия/Фландрия (Ultratop)     | 1       |
| Нидерланды (Dutch Top 40)       | 7       |
| Нидерланды (Single Top 100)     | 8       |
| Швейцария (Schweizer Hitparade) | 5       |

## Сертификации и продажи
| Регион                                                      | Сертификация | Продажи |
| ----------------------------------------------------------- | ------------ | ------- |
| Канада (Music Canada)                                       | Золотой      | 75 000^ |
| ^ Данные о тиражах приведены только на основе сертификации. |              |         |

## Использование в пытках
- Сообщается, что чилийский генерал Аугусто Пиночет использовал эту песню наряду с физическими пытками своих заключенных[14].